# Ovda Fluctus
L'Ovda Fluctus è una struttura geologica della superficie di Venere.